# Port O'Connor
Port O'Connor è un census-designated place (CDP) degli Stati Uniti d'America della contea di Calhoun nello Stato del Texas. La popolazione era di 1 253 abitanti al censimento del 2010. Fa parte dell'area metropolitana di Victoria.

## Geografia fisica
Secondo lo United States Census Bureau, il CDP ha una superficie totale di 16,36 km², dei quali 10,33 km² di territorio e 6,03 km² di acque interne (36,85% del totale).

## Società

### Evoluzione demografica
Secondo il censimento del 2010, la popolazione era di 1 253 abitanti.

### Etnie e minoranze straniere
Secondo il censimento del 2010, la composizione etnica del CDP era formata dall'86,75% di bianchi, lo 0,88% di afroamericani, lo 0,64% di nativi americani, l'1,28% di asiatici, lo 0% di oceanici, il 7,9% di altre razze, e il 2,55% di due o più etnie. Ispanici o latinos di qualunque razza erano il 22,35% della popolazione.